# Denise Richards
Denise Lee Richards, född 17 februari 1971 i Downers Grove, Illinois, är en amerikansk skådespelare.

## Biografi
Denise Richards började sin karriär som modell och skådespelerska i b-filmer som Tammy and the T-Rex (1994) innan hon fick sitt genombrott i Starship Troopers (1997). Efter det medverkade hon i Wild Things (1998) och spelade Christmas Jones i Bondfilmen Världen räcker inte till (1999). För denna insats fick hon en Razzie Award i kategorin sämsta kvinnliga biroll och hon har även blivit utnämnd till den sämsta Bondbruden genom tiderna.
Den 15 juni 2002 gifte Richards sig med Charlie Sheen; de har två döttrar. Richards och Sheen separerade i mars 2005 och ansökte om skilsmässa i januari 2006.
I juni 2011 adopterade Richards en tredje dotter, som ensamstående förälder.
Den 8 september 2018 gifte sig Richards och Aaron Phypers.

## Filmografi
som skådespelare

- 1991 – Dr Howser (TV-serie) (1 avsnitt)
- 1991 – Pang i plugget (TV-serie) (1 avsnitt)
- 1991 – Våra värsta år (TV-serie) (1 avsnitt)
- 1992 – Beverly Hills (TV-serie) (1 avsnitt)
- 1993 – Laddat vapen 1
- 1993 – Seinfeld (TV-serie) (1 avsnitt)
- 1994 – Lois & Clark (TV-serie) (1 avsnitt)
- 1994 – Mord, mina herrar (TV-serie) (1 avsnitt)
- 1994 – Tammy and the T-Rex
- 1995 – 919 Fifth Avenue
- 1995 – P.C.H.
- 1996 – In the Blink of an Eye
- 1996 – Melrose Place (TV-serie) (3 avsnitt)
- 1996 – Pier 66
- 1997 – Nowhere
- 1997 – Starship Troopers
- 1998 – Lookin' Italian
- 1998 – Wild Things
- 1999 – Drop Dead Gorgeous
- 1999 – Tail Lights Fade
- 1999 – Världen räcker inte till
- 2001 – Goda råd
- 2001 – Spin City (TV-serie) (5 avsnitt)
- 2001 – Valentine
- 2001 – Vänner (TV-serie) (1 avsnitt)
- 2002 – Empire
- 2002 – The Third Wheel
- 2002 – Undercover Brother
- 2002 – You Stupid Man
- 2003–2011 – 2 1/2 män (TV-serie) (2 avsnitt)
- 2003 – Love Actually
- 2003 – Scary Movie 3
- 2004 – Elvis Has Left the Building
- 2004 – I Do (But I Don't)
- 2004 – Whore
- 2005 – Edmond
- 2008 – Blonde and Blonder
- 2011 – Blue Mountain State
- 2012 – 30 Rock (TV-serie) (2 avsnitt)
- 2012 – 90210 (TV-serie) (1 avsnitt)
- 2016 – Jane the Virgin (TV-serie) (1 avsnitt)
- 2019 – BH90210 (TV-serie) (1 avsnitt)
- 2019–2022 – Glamour (TV-serie) (188 avsnitt)